# Revuelta mudéjar de 1264-1266
La revuelta mudéjar de 1264-1266, o rebelión de los mudéjares, fue una rebelión musulmana (mudéjar) en la Baja Andalucía y Murcia, regiones de la Corona de Castilla. Ocurrió en respuesta a la política castellana de reubicar a las poblaciones musulmanas de estas regiones y fue parcialmente instigada por Muhammad I. Los rebeldes fueron ayudados por el Emirato de Granada, mientras que los castellanos se aliaron con la Corona de Aragón. Al principio del levantamiento, los rebeldes lograron capturar Murcia y Jerez de la Frontera, así como varias localidades más pequeñas, pero finalmente fueron derrotados por las fuerzas reales. Posteriormente, Castilla expulsó a las poblaciones musulmanas de los territorios reconquistados y animó a los cristianos de otros lugares a asentarse en sus tierras. Granada se convirtió en vasallo de Castilla y rindió un tributo anual.

## Contexto
La rebelión se produjo durante la Reconquista, la conquista centenaria de territorios musulmanes en la península ibérica (llamada al-Ándalus por los musulmanes) por los reinos cristianos del norte de la península. El Islam había estado presente en Iberia desde la conquista omeya en el siglo VIII. A principios del siglo XII, la población musulmana en la península se estimaba en 5,6 millones de habitantes, entre ellos árabes, bereberes y población local convertida. En los siglos siguientes, los reinos cristianos crecieron constantemente en fuerza y territorios, mientras que los musulmanes decayeron. El Imperio almohade, que había dominado la Iberia musulmana, cayó en luchas dinásticas después de la muerte de Yusuf II en 1224 sin heredero. Al-Ándalus se desintegró en múltiples pequeños reinos o taifas. Mientras tanto, Fernando III de Castilla unió los reinos cristianos de Castilla y León en 1231, y aprovechando la desunión de los musulmanes, conquistó varios territorios en el sur. Sus conquistas durante este período incluyeron la cuenca del Guadalquivir (también conocida como Baja Andalucía) y Murcia, que se convirtieron en los principales centros de esta rebelión.
El 2 de abril de 1243, la ciudad de Murcia se rindió al infante Alfonso (futuro Alfonso X), tras lo cual se convirtió en vasallo semiindependiente de Castilla; Alfonso X había ascendido al trono en 1252, fecha en la que, según el historiador Leonard Patrick Harvey, los súbditos musulmanes podían clasificarse ampliamente en dos grupos: los de Castilla la Vieja y Castilla la Nueva, que habían vivido durante varios siglos bajo un dominio castellano estable, en comunidades bien asentadas, y que tenían derechos consagrados en las cartas constitutivas de sus pueblos o ciudades de origen; y los de las zonas conquistadas en el siglo XIII, que sufrían inestabilidad política. Muchos fueron reubicados por sus conquistadores cristianos o emigraron a la Granada musulmana y, en algunos casos raros, al norte de África. Las políticas de reubicación fueron consideradas opresivas por la población musulmana y condujeron a una protesta presentada al papa. Estas políticas fueron un factor importante en el estallido de la rebelión.
En el sur de la península ibérica, el Emirato de Granada surgió bajo el dominio de Muhammad ibn Nasr. En 1246, aceptó entregar Jaén, rendir homenaje y jurar fidelidad a Castilla (entonces bajo el padre de Alfonso X, Fernando III) a cambio de la paz. Muhammad I utilizó la paz resultante para consolidar su reino. Además, sus fuerzas participaron en algunas campañas castellanas contra otros territorios musulmanes, entre ellas la reconquista de Sevilla (1248) y Jerez (1249). Sin embargo, la posición de Muhammad distaba mucho de ser inequívocamente favorable a Castilla. El historiador L. P. Harvey especuló que después de la conquista castellana de la Taifa de Niebla en 1262, se envalentonó como el único gobernante musulmán independiente en España, y trató de debilitar el control castellano sobre sus territorios recientemente conquistados.

## Transcurso de la revuelta

### Comienzo de la rebelión

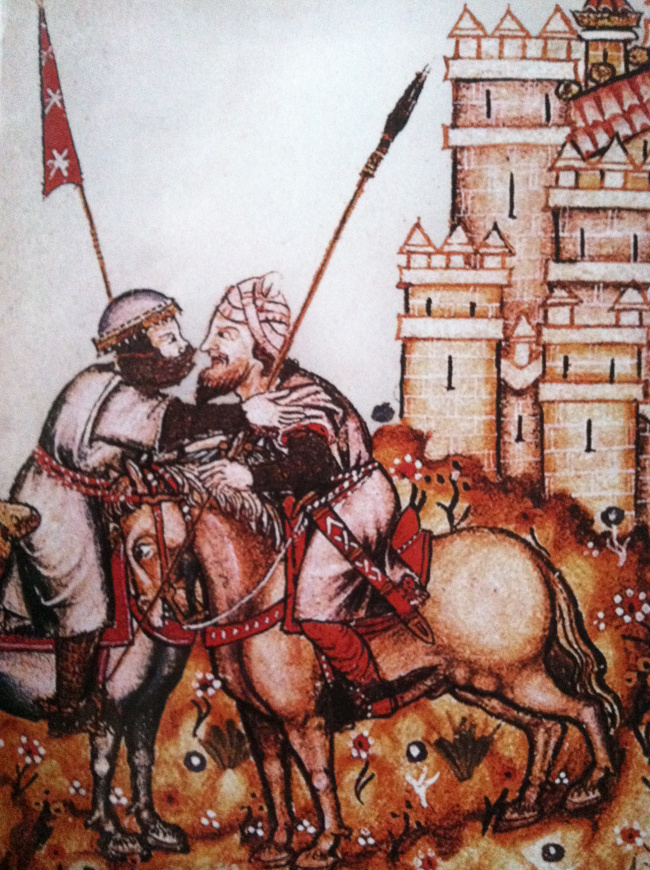
Un guerrero moro abraza a su aliado castellano durante la revuelta, tomado de las Cantigas de Santa María

La revuelta se inició casi simultáneamente en la Baja Andalucía y en Murcia, probablemente entre abril y junio de 1264, cuando el nombre de Muhammad I fue borrado de la lista de fieles vasallos de Alfonso X. El 10 de julio tuvo lugar una escaramuza en la que Granada derrotó a las fuerzas castellanas. En agosto de 1264, los habitantes musulmanes de Jerez, con la ayuda de aliados de Algeciras y Tarifa, atacaron a la guarnición real, encabezada por Nuño González de Lara y superada en número. El desmoralizado Nuño desertó de su puesto y el alcázar fue tomado el 8 de agosto. Según los cánticos de las Cantigas de Santa María, los mudéjares capturaron a todos los soldados, destruyeron la capilla de María e intentaron quemar una estatua de la Virgen, pero la estatua resistió milagrosamente a las llamas. Los refuerzos de Sevilla llegaron dos días después pero ya era demasiado tarde.
Después de Jerez, las localidades de Lebrija, Arcos de la Frontera y Medina Sidonia también cayeron en manos de los rebeldes y la guarnición defendió con éxito el cercano castillo de Matrera, en manos de la Orden de Calatrava. En Murcia, la propia ciudad de Murcia cayó, al igual que Galera, pero Orihuela fue defendida con éxito por las fuerzas reales. Los musulmanes murcianos expulsaron a la guarnición real de la ciudad y declararon su lealtad a Muhammad I, que nombró gobernador a Abu Muhammad ibn Ashqilula. El suegro de Alfonso X, Jaime I de Aragón, escribió que "trescientas ciudades, grandes pueblos y castillos" fueron capturados por los rebeldes y que Alfonso y la reina Violante escaparon de un intento de asesinato en la capital, Sevilla. Sin embargo, Alfonso no mencionó ningún intento de asesinato, y el relato de Jaime pudo haber sido una exageración.
El Emirato de Granada, cuyas fuerzas serían reforzadas más tarde por voluntarios del norte de África, apoyó plenamente la rebelión. Otras tropas musulmanas del norte de África intentaron desembarcar en el estuario del Guadalquivir, pero fueron rechazadas por Alfonso X. En última instancia, las tropas norteafricanas no jugaron un papel significativo en la guerra. Los musulmanes de Castilla la Vieja y Castilla la Nueva, como los de Ávila, Burgos, Arévalo y Madrid, que habían estado bajo el dominio castellano durante generaciones y no sufrieron la política de reubicación de Alfonso X, no se unieron en gran medida a la rebelión.

### Contraataque de Castilla

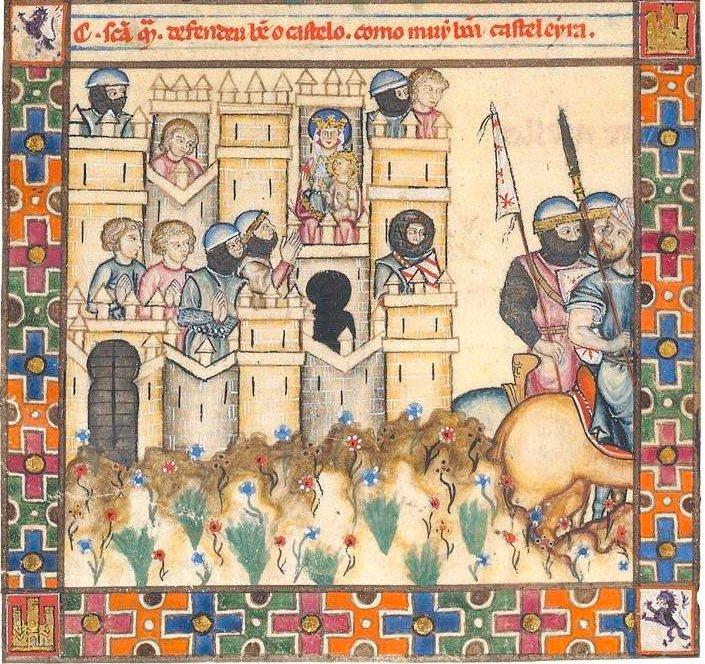
El asedio del castillo de Chincoya durante la rebelión. Según las "Cantigas de Santa María", las tropas granadinas que asediaban el castillo se retiraron después de que los defensores colocaran una estatua de la Virgen María en las murallas.

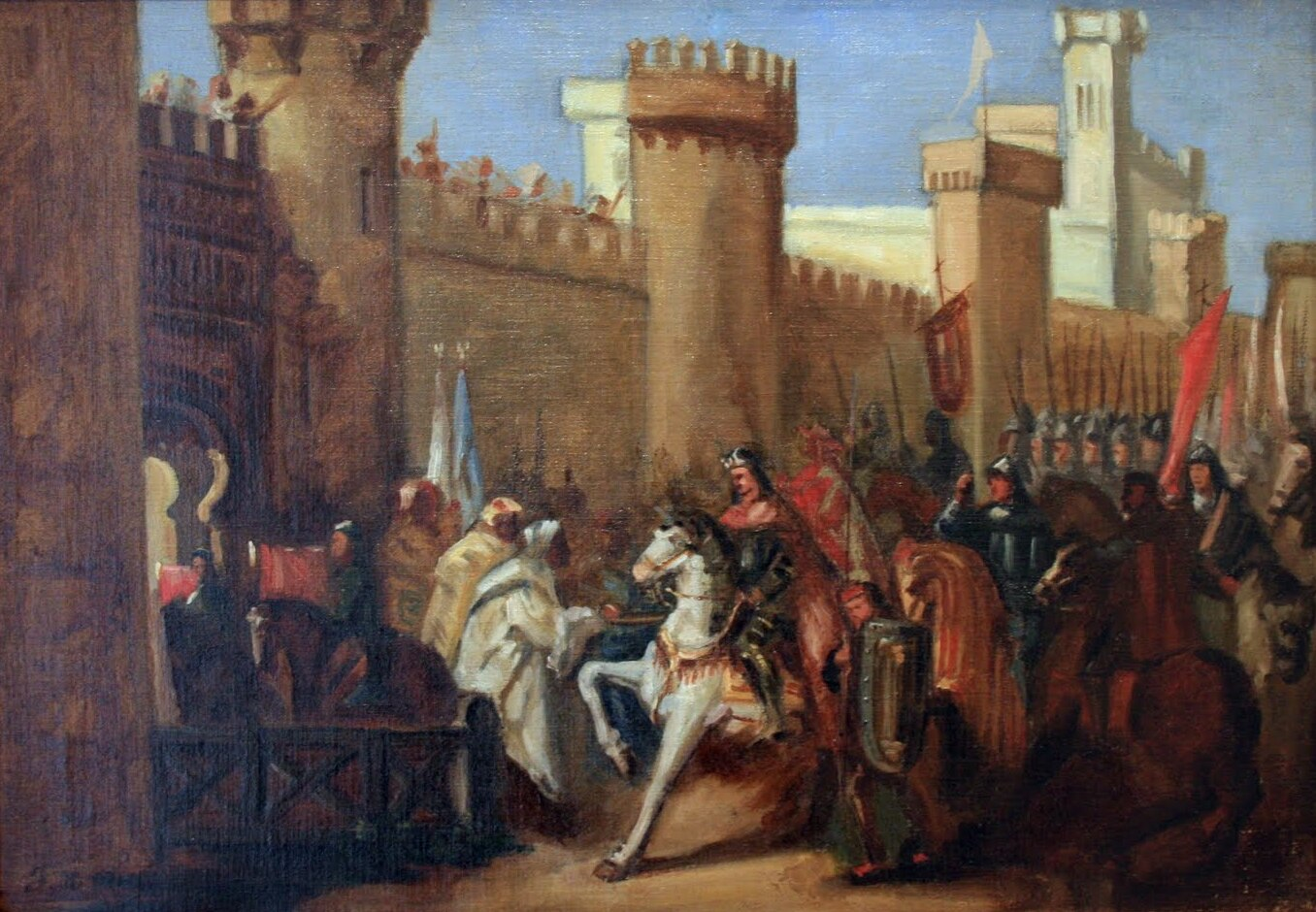
Jaime I de Aragón entrando en Murcia tras la rendición de los rebeldes, febrero de 1266

Las fuerzas castellanas contraatacaron marchando sobre Jerez, ciudad clave, recobrándola a finales de 1264 (posiblemente el 9 de octubre), tras un asedio. Los pueblos rebeldes de Vejer, Medina Sidonia, Rota y Sanlúcar de Barrameda también cayeron ante las fuerzas reales. Los musulmanes de las ciudades reconquistadas fueron expulsados, las mezquitas de Jerez se convirtieron en iglesias, y la región fue poblada por cristianos de otros lugares. Mientras tanto, la reina Violante pidió ayuda a su padre, el rey Jaime I de Aragón, que al principio se mostró reacio a prestar apoyo, pero finalmente aceptó.
Aunque Jerez y otros pueblos cayeron, las fuerzas granadinas seguían atacando activamente las posiciones castellanas. Las Cantigas mencionan un fallido asedio granadino al castillo de Chincoya, supuestamente después de que una estatua de la Virgen María colocada en las murallas disuadiera a los granadinos de atacar. A pesar del fracaso de Chincoya, Muhammad I probablemente tomó muchos castillos mal defendidos a lo largo de la frontera. En respuesta a la amenaza de Granada, los pueblos de la Alta Andalucía establecieron un pacto de hermandad en Andújar el 26 de abril de 1265, jurando cooperación y una defensa común.
Mientras tanto, Alfonso comenzó los preparativos para la invasión de Granada y abrió la comunicación con los Banu Ashqilula, una poderosa familia dentro del emirato en desacuerdo con la dinastía nazarí gobernante. A principios de 1265 tuvo lugar una importante batalla entre Alfonso y Muhammad que terminó en una importante victoria para Castilla. Alfonso invadió Granada a finales de la primavera de 1265 y en verano acampó en las llanuras granadinas.

### Conquista aragonesa de Murcia
Aunque Jaime I aceptó ayudar a Castilla, inicialmente se retrasó por las negociaciones con sus nobles. Las Cortes Catalanas aceptaron subir los impuestos para la campaña en julio de 1264, pero el parlamento de su otro dominio, las Cortes de Aragón, rechazaron inicialmente la campaña cuando se reunieron en noviembre. En mayo de 1265, el arzobispo de Tarragona y el obispo de Valencia comenzaron a predicar para las cruzadas. A finales del verano, el infante Pedro irrumpió en los campos controlados por los rebeldes. En octubre, el propio Jaime I llevó a las fuerzas aragonesas a invadir la Murcia rebelde.
A medida que el ejército de Jaime I avanzaba hacia Murcia, las ciudades musulmanas de la región -incluidas Villena, Elda, Petrel y Orihuela- se rindieron a sus fuerzas. Granada envió una columna de 2800 hombres para socorrer a Murcia, pero fue derrotada por las tropas aragonesas. El 2 de enero de 1266, Jaime I sitió la ciudad. Después de varias escaramuzas y negociaciones, Murcia se rindió el 31 de enero. Jaime I entró en la ciudad el 3 de febrero de 1266, y su mezquita fue reconstruida como una iglesia (más tarde convertida en la catedral de Murcia), donde los sacerdotes de Jaime I celebraron misa. Con Murcia asegurada, Jaime I regresó a su reino en marzo y ya no participó en la guerra.

### Fin de la guerra
En 1266, los Banu Ashqilula se rebelaron contra Muhammad I desde su bastión de Málaga y ofrecieron su alianza a Alfonso X, quien respondió prometiendo protegerlos personalmente y envió una fuerza de 1.000 hombres bajo el mando de Nuño González de Lara para defender Málaga. A cambio, los Banu Ashqilula podrían haber prometido ceder Antequera, Archidona y Marbella a Castilla. Faltan datos sobre batallas u operaciones militares a partir de ese momento, pero parece que la alianza Castilla-Banu Ashqilula fue ganando ventaja. En todo caso los cristianos no ocuparon estas villas, hasta 1410, 1462 y 1485.
Con sus aliados derrotados y enfrentándose a enemigos en dos frentes, Muhammad I pidió la paz. Él y su hijo (el futuro Muhammad II) concluyeron un tratado en la granadina fortaleza de la Mota de Alcalá la Real, en el que Muhammad aceptó convertirse en vasallo de Alfonso X y pagar un tributo de 250 000 maravedíes al año. Hay discrepancias en las fuentes con respecto a la fecha de este tratado. La Real Crónica de Alfonso X lo fecha en 1265, pero el historiador moderno Joseph F. O'Callaghan consideró esta fecha "confusa". El historiador marroquí Ibn Idari en Al-Bayan al-Mughrib (escrito en 1312) dató el tratado en el 665 AH, lo que corresponde a un rango entre octubre de 1266 y septiembre de 1267. O'Callaghan lo fechó en 1267, posiblemente a finales de mayo o principios de junio, mientras que otro historiador, Simon R. Doubleday, lo fechó a finales de agosto o principios de septiembre de 1266.

## Consecuencias
El fracaso de la rebelión tuvo consecuencias desastrosas para los musulmanes en Andalucía y Murcia. Castilla se anexionó Murcia -que había sido semiindependiente desde 1244- directamente. Los vencedores impusieron duros castigos en los territorios rebeldes, incluyendo la expulsión masiva y la limpieza étnica. Alfonso X pagó a cristianos de otros lugares para que se establecieran en las tierras anteriormente musulmanas y las mezquitas fueron reconsagradas como iglesias. Desde este momento, los musulmanes pasaron a ser casi inexistentes en Andalucía Occidental. En Murcia, la gran población musulmana permaneció con sus derechos religiosos garantizados, pero se vieron obligados a trasladarse al suburbio de la Arrixaca, y sus casas y tierras en la ciudad se dividieron entre los nuevos pobladores cristianos. Con el tiempo, Alfonso X redujo la porción de tierras asignadas a los musulmanes.
En Granada, la rebelión tuvo consecuencias mixtas. Granada sufrió una dura derrota y tuvo que pagar un enorme tributo a Castilla, mucho más grande que lo que pagaba antes de la rebelión. Sin embargo, la firma del tratado aseguró su supervivencia y Granada emergió como el único estado musulmán independiente de la península. Los musulmanes expulsados por Castilla emigraron a Granada, fortaleciendo la población del emirato.
Para Castilla, la revuelta, que casi había triunfado, había sido una grave amenaza para el gobierno de Alfonso X y había sacudido su confianza en sí mismo. En los años posteriores a la rebelión los logros del monarca fueron escasos y, subsecuentemente, las intrigas comenzaron a avivarse entre sus nobles, incluidos los que se habían refugiado en Granada. La presencia de Granada en sus fronteras meridionales también complicó sus esfuerzos por lanzar una cruzada en África. Los tributos de Granada se convirtieron tanto en una fuente de ingresos como en un gran problema, porque la inflación resultante redujo los ingresos efectivos de los nobles castellanos y dificultó la atracción de nuevos pobladores mediante pagos. Alfonso permaneció en Jerez hasta finales de 1268, supervisando la colonización cristiana de los territorios e intentando frenar la inflación.
Los mudéjares de Castilla la Vieja y la Nueva, la mayoría de los cuales no se sumaron a la rebelión, no se vieron afectados por la expulsión impuesta en los territorios rebeldes. Sin embargo, la comunidad se volvió menos prominente que antes, aceptando que la discreción y el estatus de segunda clase eran el precio a pagar para asegurar su supervivencia.